# Elymus sinosubmuticus
Elymus sinosubmuticus är en gräsart som beskrevs av Shou Liang Chen. Elymus sinosubmuticus ingår i släktet elmar, och familjen gräs. Inga underarter finns listade i Catalogue of Life.